# Müllrose
Müllrose (dolnołuż. Miłoraz) – miasto w Niemczech, w kraju związkowym Brandenburgia, w powiecie Oder-Spree, siedziba Związku Gmin Schlaubetal. Według danych z 31 grudnia 2008 miasto liczyło 4 504 mieszkańców. Jest miejscowością partnerską polskiej gminy Słońsk oraz pogranicznym miastem historycznej ziemi lubuskiej.

## Historia
W 1275 miejscowość została po raz pierwszy wspomniana pod nazwą Molrasen. W latach 1373–1415 wraz z Marchią Brandenburską znajdowała się pod panowaniem Królestwa Czech. Od 1701 miasto leżało w granicach Królestwa Prus, które w 1871 zostało częścią zjednoczonych Niemiec. W latach 1949–1990 miasto było częścią NRD.

## Demografia
| Rok  | Populacja |
| ---- | --------- |
| 1875 | 2 272     |
| 1890 | 2 356     |
| 1910 | 2 521     |
| 1925 | 2 643     |
| 1933 | 2 770     |
| 1939 | 2 693     |
| 1946 | 2 917     |
| 1950 | 3 193     |
| 1964 | 3 057     |
| 1971 | 3 167     |

| Rok  | Populacja |
| ---- | --------- |
| 1981 | 3 171     |
| 1985 | 3 242     |
| 1989 | 3 139     |
| 1990 | 3 051     |
| 1991 | 3 044     |
| 1992 | 3 011     |
| 1993 | 3 053     |
| 1994 | 3 085     |
| 1995 | 3 140     |
| 1996 | 3 298     |

| Rok  | Populacja |
| ---- | --------- |
| 1997 | 3 565     |
| 1998 | 3 862     |
| 1999 | 4 021     |
| 2000 | 4 180     |
| 2001 | 4 290     |
| 2002 | 4 337     |
| 2003 | 4 400     |
| 2004 | 4 428     |
| 2005 | 4 437     |
| 2006 | 4 503     |

| Rok  | Populacja |
| ---- | --------- |
| 2007 | 4 530     |
| 2008 | 4 504     |
| 2009 | 4 477     |
| 2010 | 4 444     |
| 2011 | 4 367     |
| 2012 | 4 432     |
| 2013 | 4 463     |
| 2014 | 4 514     |

## Galeria

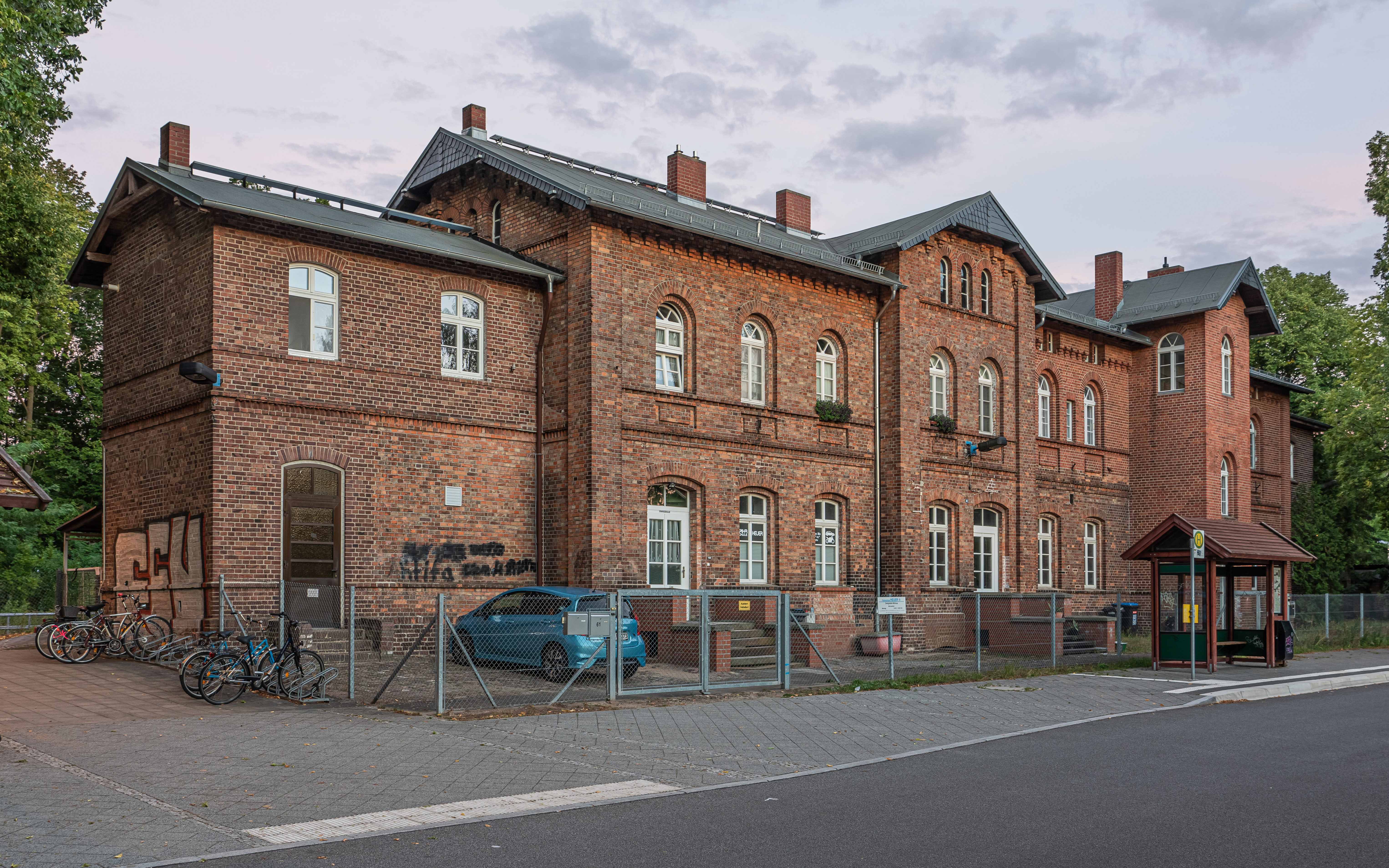
Dworzec kolejowy
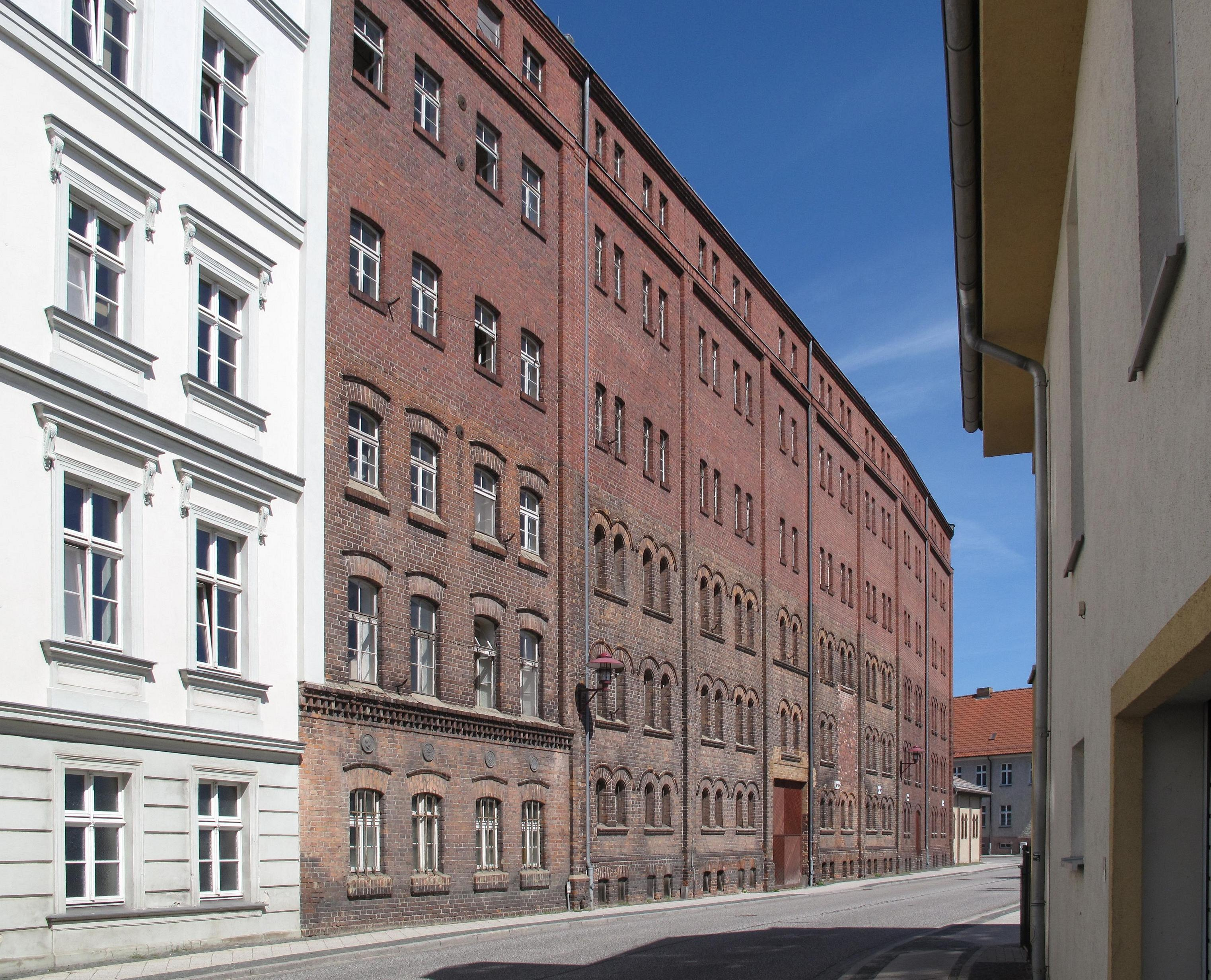
Młyn
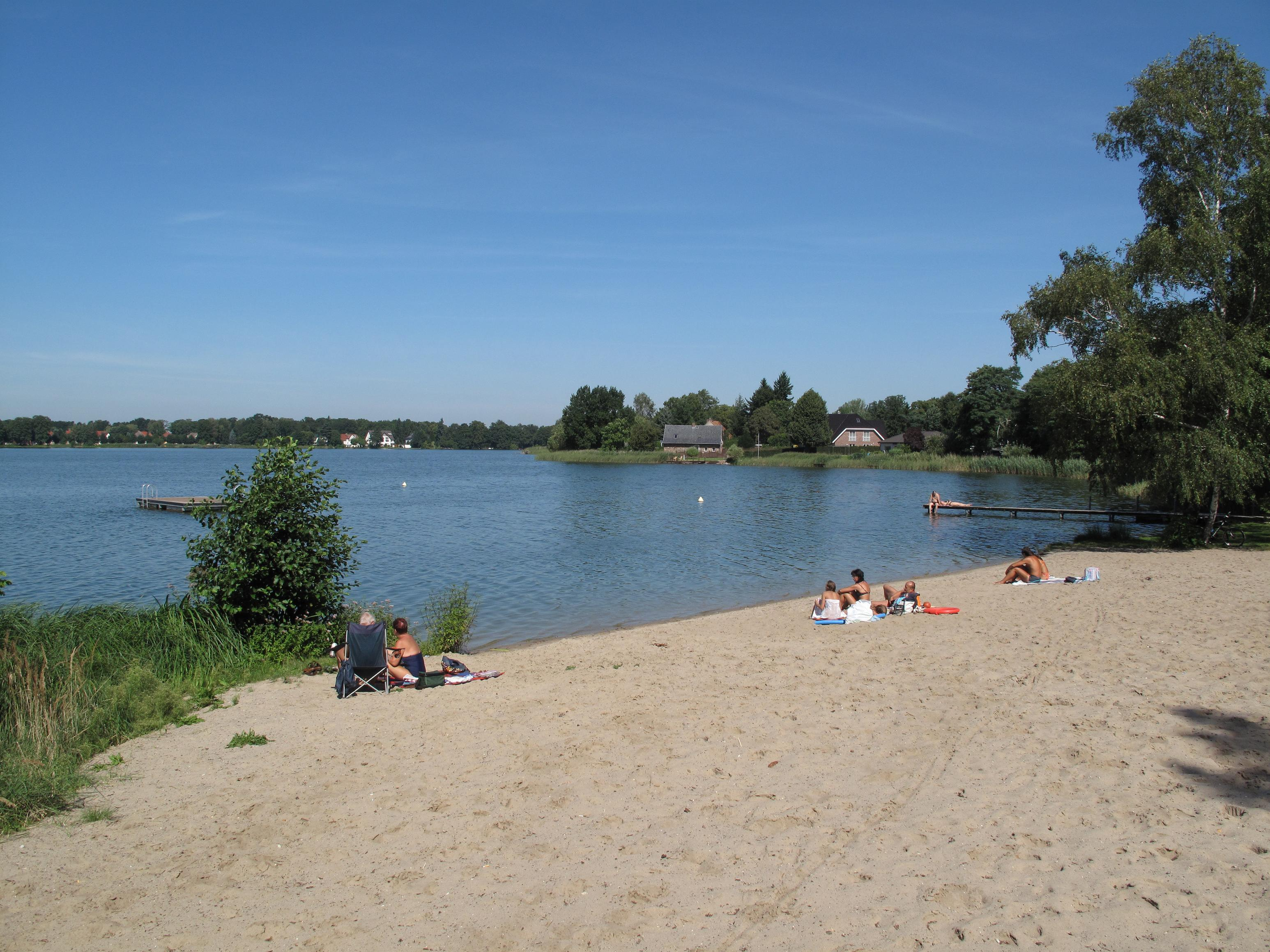
Plaża nad jeziorem
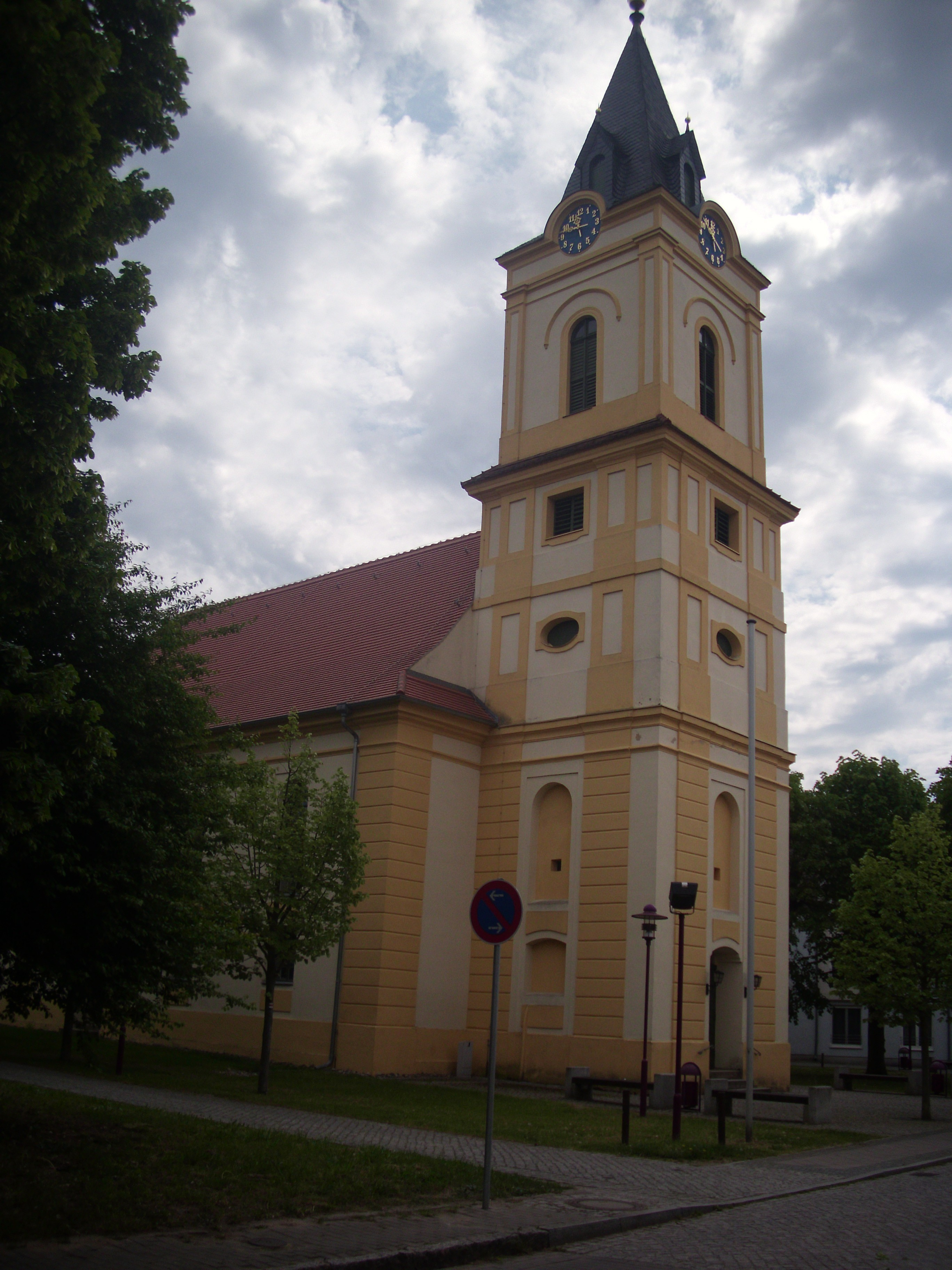
Kościół luterański
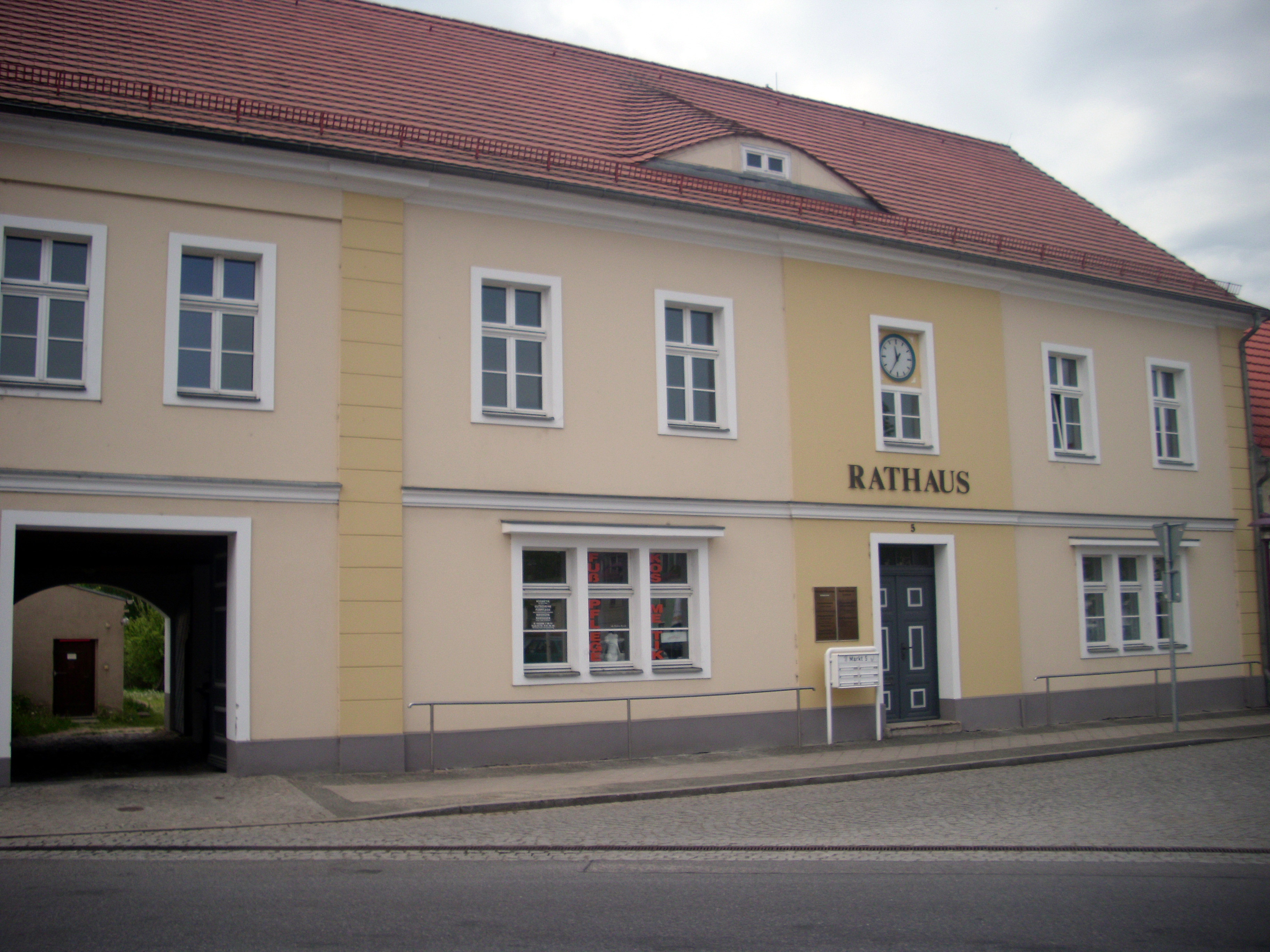
Ratusz
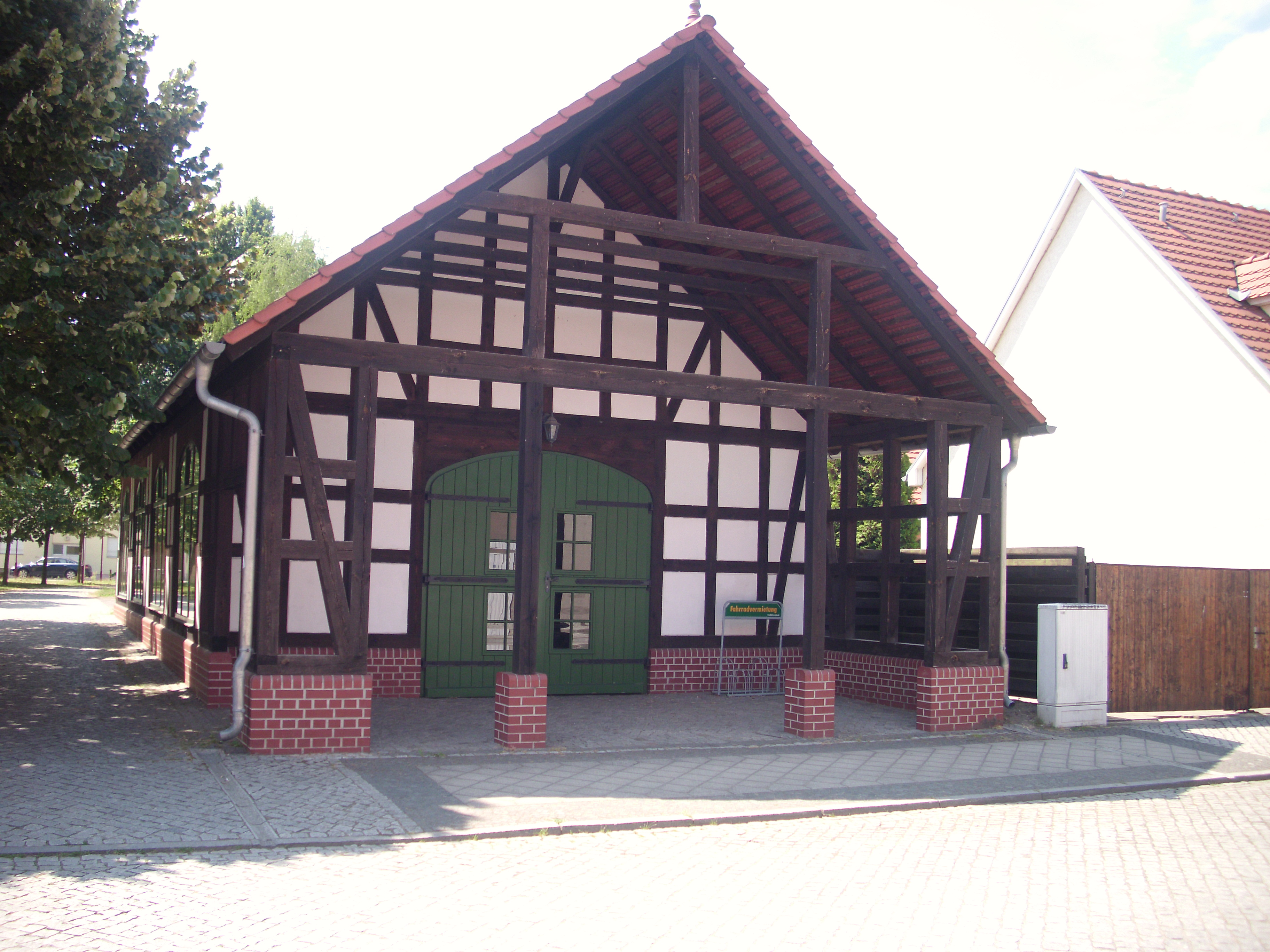
Remiza
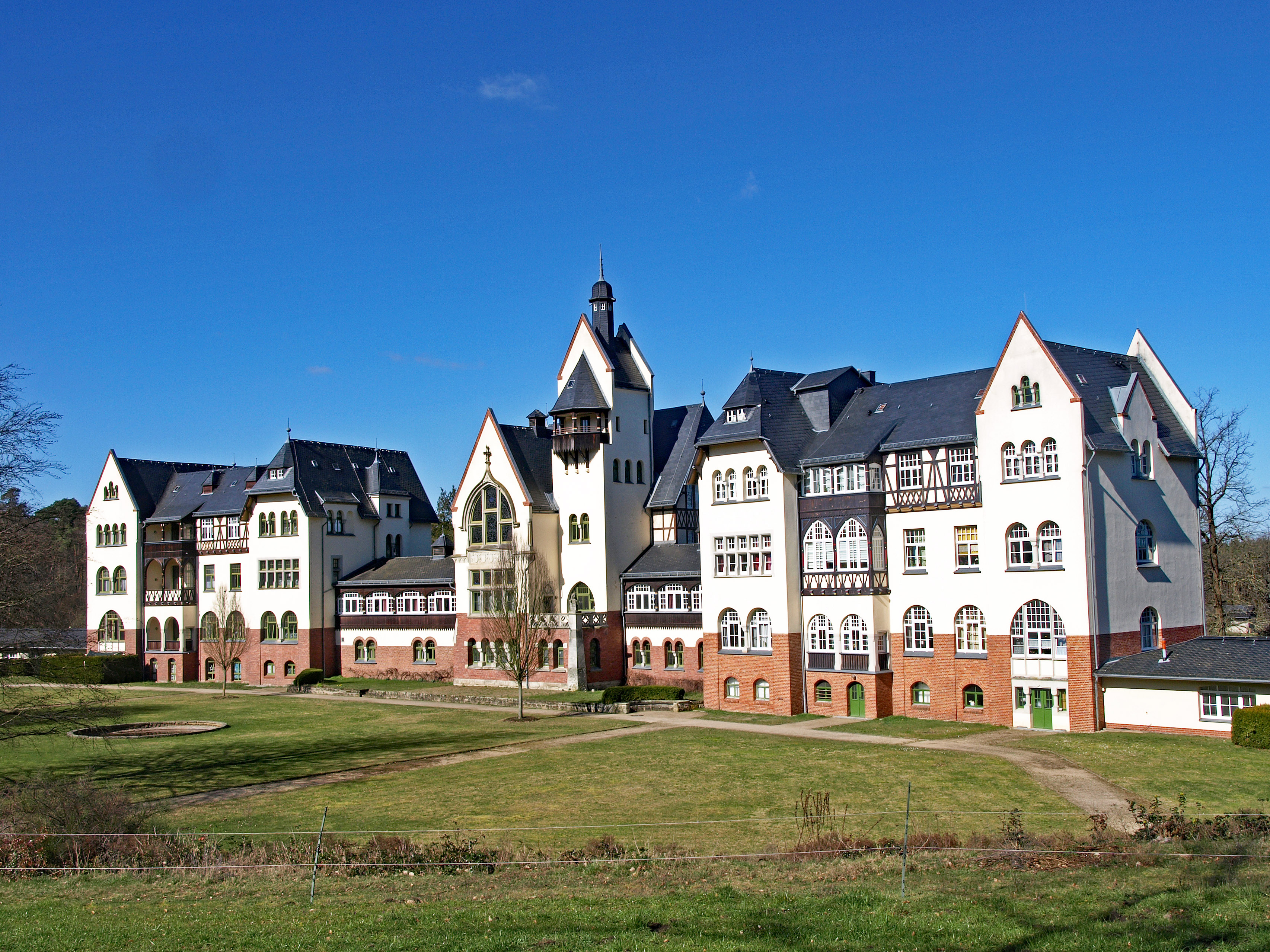
Dawne sanatorium
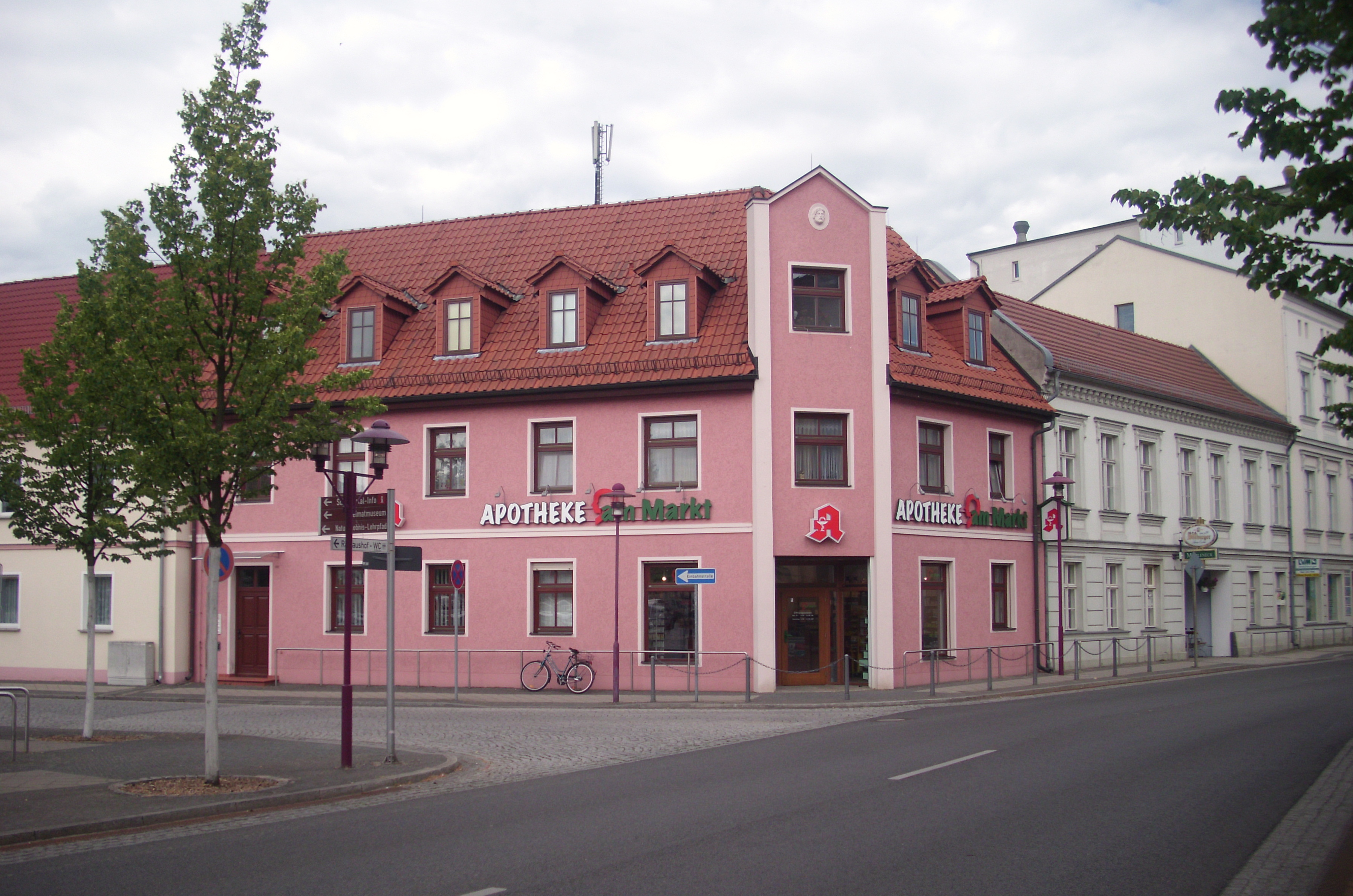
Apteka
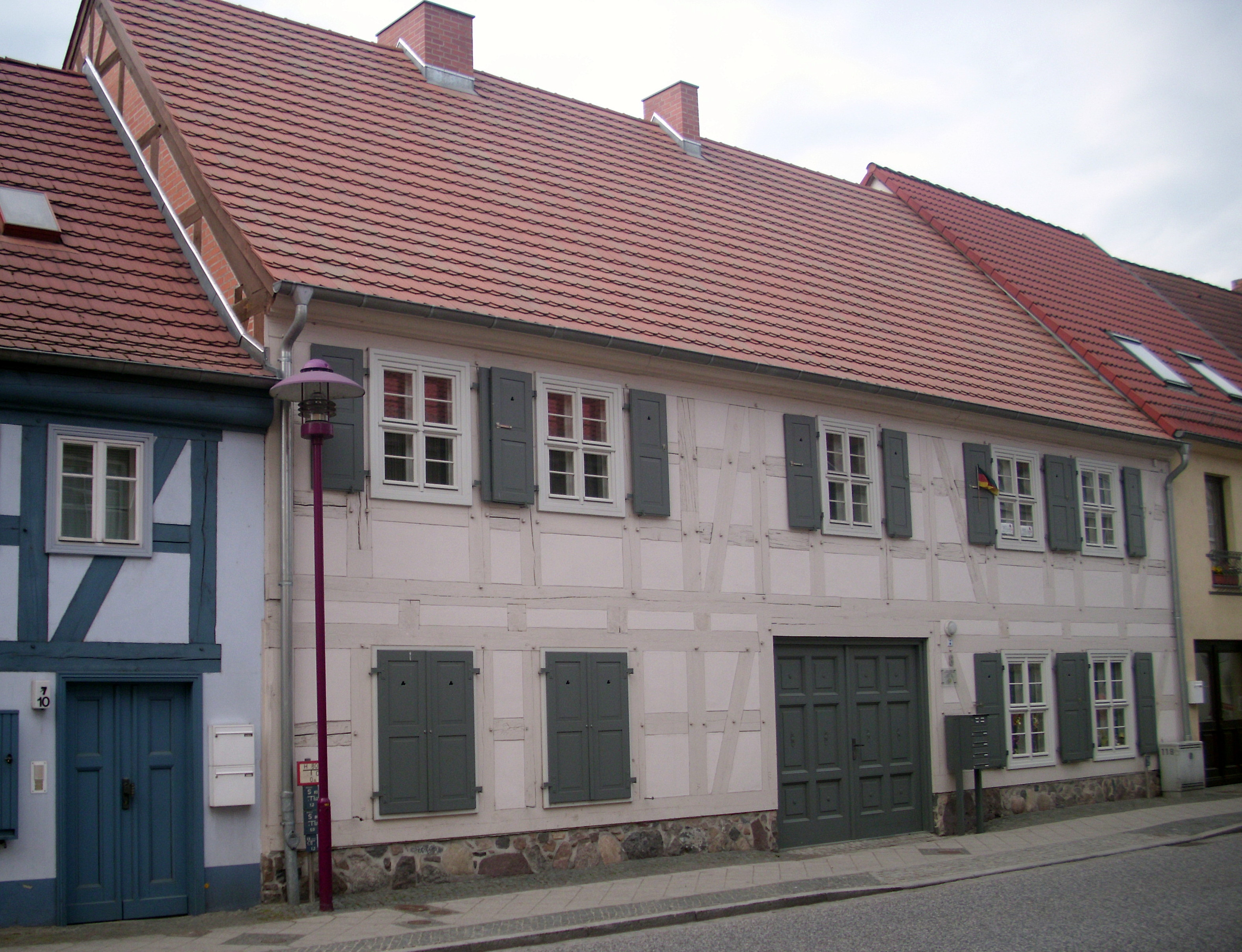
Dom przy Beeskower Straße
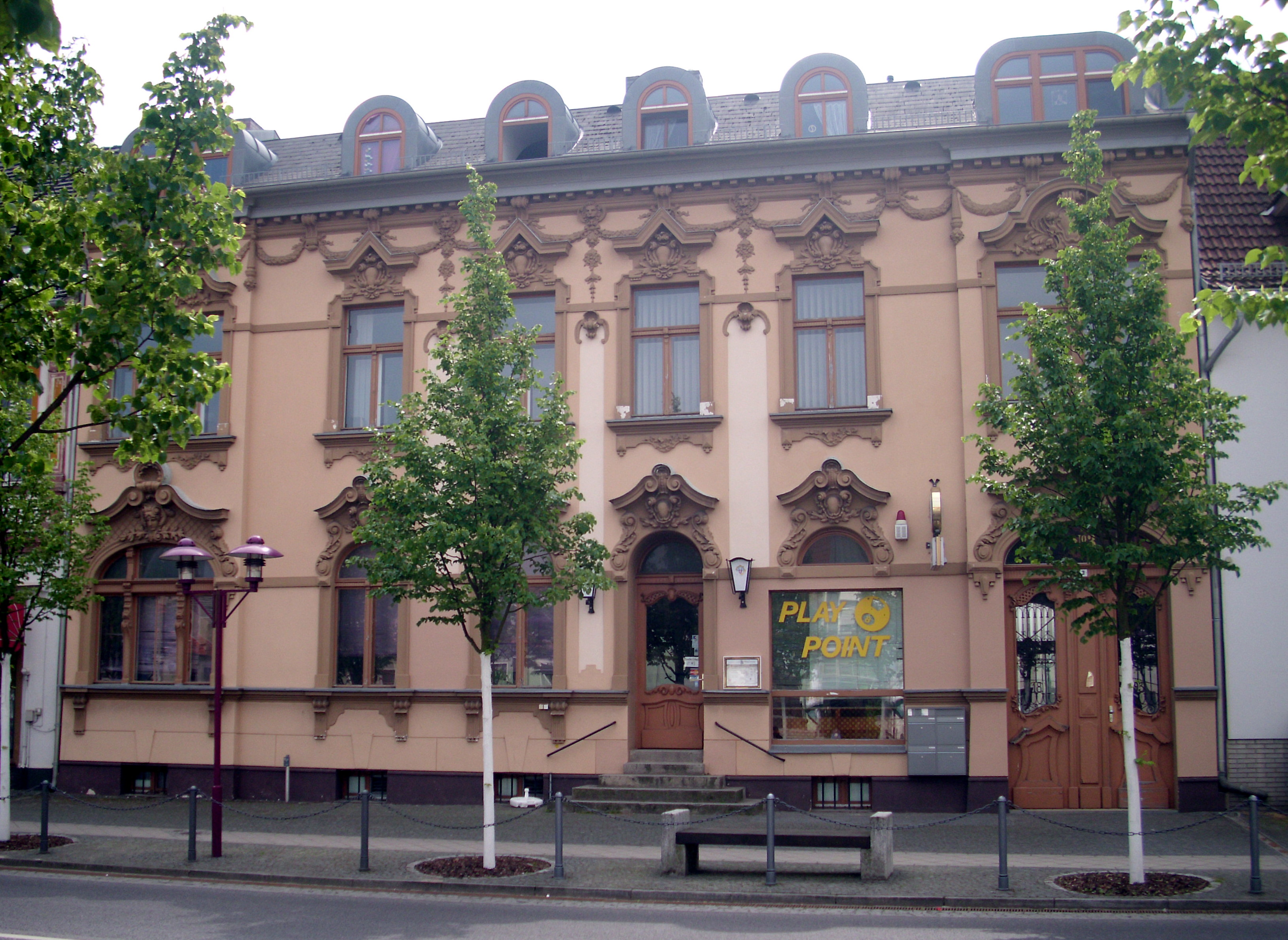
Kamienica przy Rynku